# Частковичі
Частковичі (пол. Cząstkowice) — село на Закерзонні, в Польщі, у гміні Розвинниця Ярославського повіту Підкарпатського воєводства.
Населення — 465 осіб (2011).

## Розташування
Знаходиться в західній частині Надсяння. Розташоване на відстані 2 км на захід від адміністративного центру ґміни Розвинниці, 12 км на південний захід від повітового центру Ярослава і 42 км на схід від воєводського центру Ряшева. Лежить над річкою Молочкою — правою притокою Віслоку.

## Історія
Село згадується в податковому реєстрі 1508 р. — у володінні Івана Плачека.
За податковим реєстром 1515 р. — у володінні Дершняка, були 8 ланів (коло 200 га) оброблюваної землі, млин, корчма і піп (отже, вже тоді в селі була церква).
За податковим реєстром 1589 р. село належало Плачкову, було 5 ланів (коло 225 га) оброблюваної землі, 1 загородник із земельною ділянкою та 6 без неї, 1 коморник з тягловою худобою і 6 без неї. До 1772 року Частковичі входили до складу Перемишльської землі Руського воєводства Королівства Польського.
Відповідно до «Географічного словника Королівства Польського» в 1880 р. Частковичі знаходились у Ярославському повіті Королівства Галичини і Володимирії. Українці-грекокатолики належали до парафії Полнятичі Порохницького деканату Перемишльської єпархії.
Після розпаду Австро-Угорщини і утворення 1 листопада 1918 р. Західноукраїнської Народної Республіки Частковичі разом з усім Надсянням були окуповані Польщею в результаті кривавої війни. За переписом 30 вересня 1921 р. в селі були 486 жителів, з них 300 були греко-католиками, 172 — римо-католиками, а 14 — юдеями. Частковичі входили до Ярославського повіту Львівського воєводства, в 1934—1939 рр. — у складі ґміни Розьвениця. На 1.01.1939 в селі проживало 620 мешканців, з них 360 українців, 250 поляків і 10 євреїв. На той час унаслідок півтисячоліття латинізації та полонізації українці Часткович утратили розмовну українську мову, хоча їх більшість ще зберігала греко-католицьку віру й усвідомлення свої національності. Українці-грекокатолики належали до парафії Полнятичі Порохницького деканату Перемишльської єпархії.
16 серпня 1945 року Москва підписала й опублікувала офіційно договір з Польщею про встановлення лінії Керзона українсько-польським кордоном. Українці не могли протистояти антиукраїнському терору після Другої світової війни. Частину добровільно-примусово виселили в СРСР (218 осіб — 53 родини). Решта українців попала в 1947 році під етнічну чистку під час проведення Операції «Вісла» і була депортована на понімецькі землі у західній та північній частині польської держави, що до 1945 належали Німеччині.
У 1975—1998 роках село належало до Перемишльського воєводства.

## Демографія
Демографічна структура станом на 31 березня 2011 року:
|          | Загалом | Допрацездатний вік | Працездатний вік | Постпрацездатний вік |
| -------- | ------- | ------------------ | ---------------- | -------------------- |
| Чоловіки | 239     | 56                 | 162              | 21                   |
| Жінки    | 226     | 42                 | 136              | 48                   |
| Разом    | 465     | 98                 | 298              | 69                   |